# Flatcap Point
Der Flatcap Point (englisch für Flachhaubenspitze, in Argentinien Punta Ibáñez) ist ein abgeflachtes Felsenkliff auf der westantarktischen James-Ross-Insel. Es ist eines von zwei Kliffs auf der Ostseite des Nordarms der Röhss-Bucht.
Vermessungen, die der Falkland Islands Dependencies Survey von 1960 bis 1961 vorgenommen hatte, dienten seiner Kartierung. Das UK Antarctic Place-Names Committee verlieh dem Kliff 1964 seinen deskriptiven Namen. Namensgeber der argentinischen Benennung ist der Funker Héctor Óscar Ibáñez, der am 22. März 1950 während des Rückflugs aus der Antarktis beim Absturz einer Avro Lincoln B-019 in Feuerland ums Leben gekommen war.